# Олешнянська сільська рада (Охтирський район)
Олешнянська сільська́ ра́да — колишній орган місцевого самоврядування в Охтирському районі Сумської області. Адміністративний центр — село Олешня.

## Загальні відомості
- Населення ради: 1 420 осіб (станом на 2001 рік)

## Населені пункти
Сільській раді підпорядковані населені пункти:
- с. Олешня
- с. Горяйстівка
- с. Комарівка
- с. Лисе
- с. Нове
- с. Пасіки
- с. Садки

## Склад ради
Рада складається з 16 депутатів та голови.
- Голова ради: Бєлік Володимир Григорович
- Секретар ради: Кириченко Ірина Іванівна

### Керівний склад попередніх скликань
| Прізвище, ім'я, по батькові | Основні відомості                                                 | Дата обрання | Дата звільнення |
| --------------------------- | ----------------------------------------------------------------- | ------------ | --------------- |
| Бєлік Володимир Григорович  | Сільський голова, 1958 року народження, освіта вища, безпартійний | 26.03.2006   | 31.10.2010      |
| Бєлік Володимир Григорович  | Сільський голова, 1958 року народження, освіта вища, безпартійний | 31.10.2010   |                 |

Примітка: таблиця складена за даними сайту Верховної Ради України